# Stolpteknik

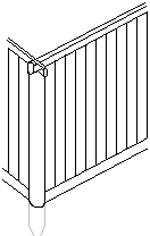
Stolpteknik med jordfasta hörnstolpar.

Stolpteknik är en historisk byggnadsteknik som användes i norra Europa främst under vikingatiden och den tidigaste medeltiden. Stolptekniken var en förbättring av palissadtekniken.
Begreppet stolpteknik (stolpkyrka, stolpbyggnad, etc) har använts parallellt med begreppet stavverk, främst eftersom språkbruket varit olika i Danmark, Sverige och Norge. I Danmark och Sverige benämndes länge väggplankor som stavar, vilket var ett medeltida begrepp som betyder stolpe. Begreppet kom sedermera ur bruk. I Norge används begreppet stav fortfarande för att beteckna en stolpe. Vanligtvis används därför begreppet stolpteknik för att beteckna en byggnad vars takbärande, loodräta stolpar förankrats i hål i marken, medan en byggnad vars stolpar och väggplank står på en trä- eller stensyll ovan mark vanligen anses vara byggd i stavverk.
Genom att lyfta upp stavplankorna från marken och sätta dem på syllar inspända mellan kraftigare hörn- eller mellanstolpar blir risken för rötskador mindre. Jordfasta stolpar av grovt rundtimmer kan stå relativt länge innan de ruttnar. De kan också ha varit svedda i den nedre änden för att fördröja förruttnelseprocessen.
Byggnader i stolpteknik är enkla att känna igen på en utgrävningsplats eftersom de efterlämnat mycket distinkta stolphål som även kan vara omgivna av stenar som stöttat stolparna. Ibland finns det också bevarade rester av stolpen, vilket ger goda möjligheter att datera byggnaden. Rester av äldre stolpkyrkor har hittats dels på platser där traditionen säger att det ska ha stått kyrkor men även under golven i Urnes stavkyrka (två olika byggnader, med kristna gravar under den äldsta), Loms stavkyrka, Höre stavkyrka och Märe kyrka. Det finns i Norge totalt rester efter 25 byggnader i stolpteknik och indirekta spår av ytterligare 7–8 byggnader i samma teknik.
Många av de tidigaste kyrkorna i Norge byggdes med denna teknik, men inga sådana byggnader har överlevt in i vår tid. 
Nästa fas i utvecklingen söker kringgå problemet att jordfasta stolpar är utsatta för fukt vilket med tiden orsakar röta i konstruktionen. För att förebygga detta placerades stolparna ovanpå stora stenar vilket kraftigt förlängde deras livslängd (jfr stavverk). Stavkyrkan i Röldal hör till denna typ.